# Phobaeticus serratipes
Phobaeticus serratipes är en insektsart som först beskrevs av Gray, G.R. 1835.  Phobaeticus serratipes ingår i släktet Phobaeticus och familjen Phasmatidae. Inga underarter finns listade i Catalogue of Life.